# 나테르스

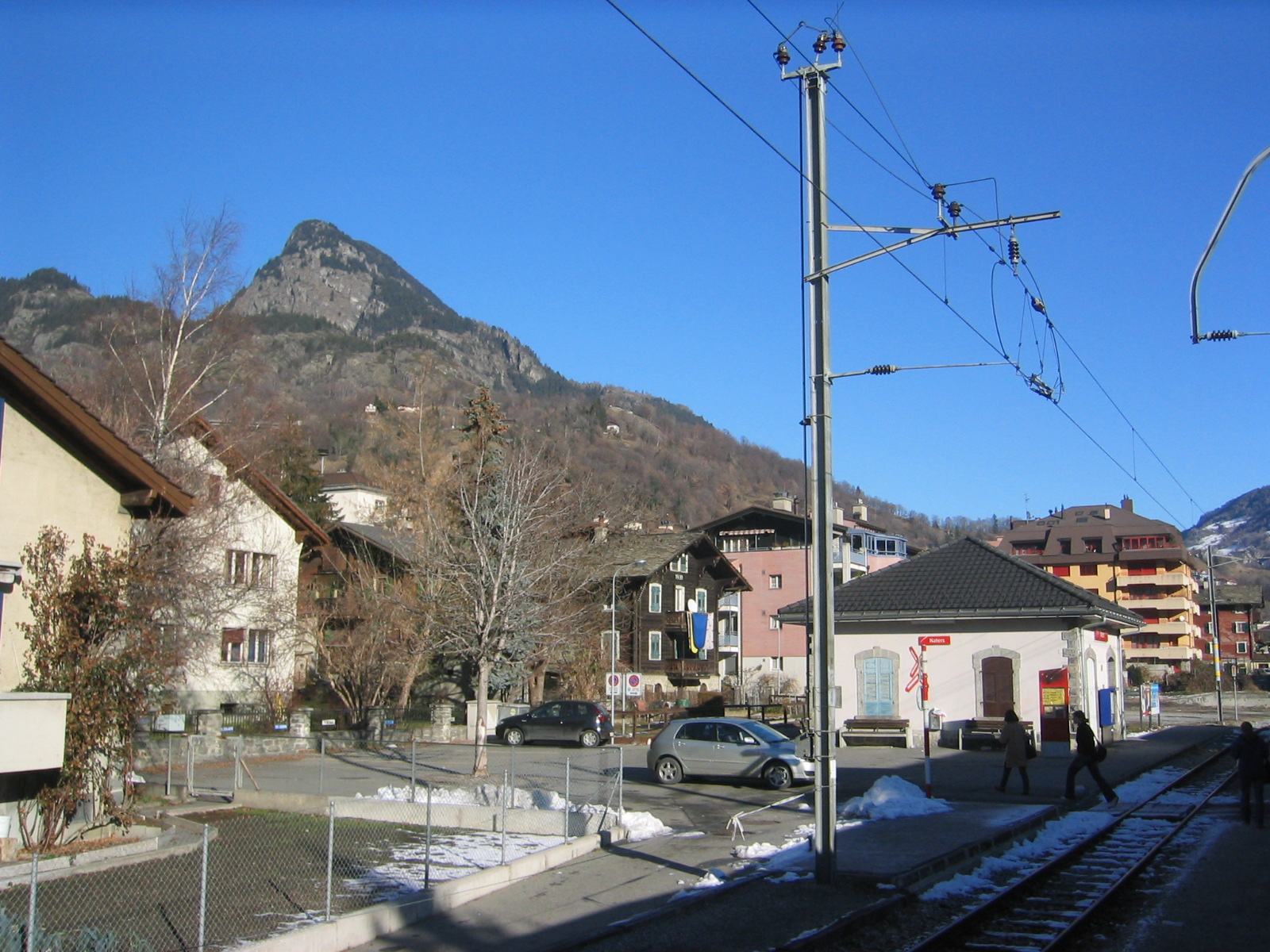
나테르스의 철길과 주택가

나테르스(Naters)는 스위스 발레주에 위치한 도시로 면적은 147.04km2, 인구는 9,808명(2015년 기준)이다.

## 역사
나테르스는 1018년 "Nares"라는 이름으로 처음 언급되었다.

## 인구
역사적 인구는 다음의 차트와 같다: